# Glewo, Tỉnh West Pomeranian
Glewo [ˈɡlɛvɔ] (tiếng Đức Klewerhof)  là một khu định cư ở khu hành chính của Gmina Grzmiąca, thuộc hạt Szczecinek, West Pomeranian Voivodeship, ở phía tây bắc Ba Lan.